# Kléber
Kléber är en tunnelbanestation i Paris tunnelbana på linje 6. Den är uppkallad efter Jean-Baptiste Kléber. Stationen öppnade 1900 som en gren av linje 1 från Étoile till Trocadéro.1942 blev sträckan mellan Étoile till Place d'Italie en del av linje 6. 
Även om Charles de Gaulle - Étoile är ändstation för linje 6, så begränsar enkelspårsslingan vid Charles de Gaulle - Étoile kapaciteten för linje 6 vid den stationen. Istället för att ha ett utökat terminalstopp vid Charles de Gaulle - Étoile, så stannar tågen en längre tid vid Kléber, som har extra plattformar och spår för detta.

## Bilder

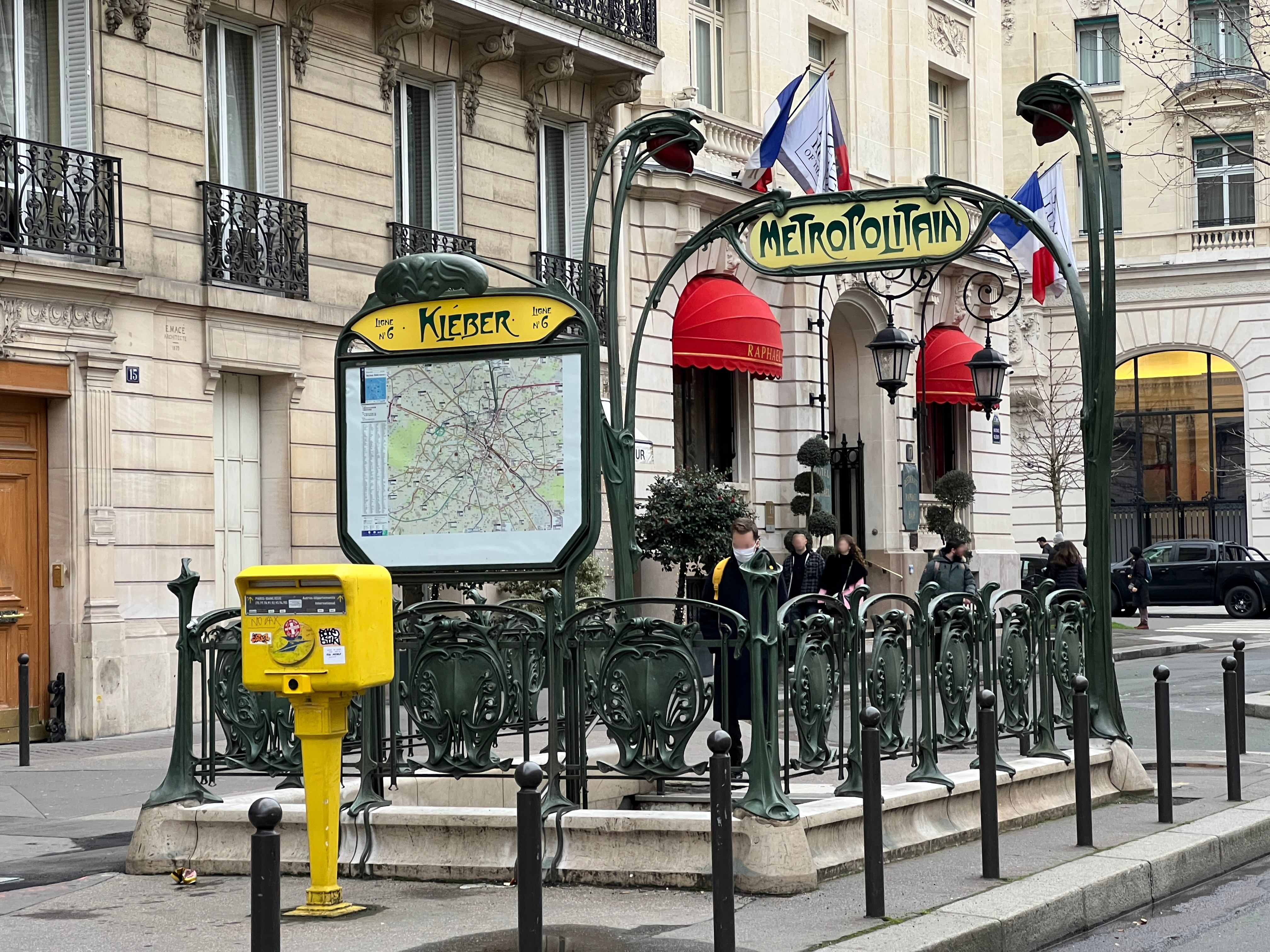
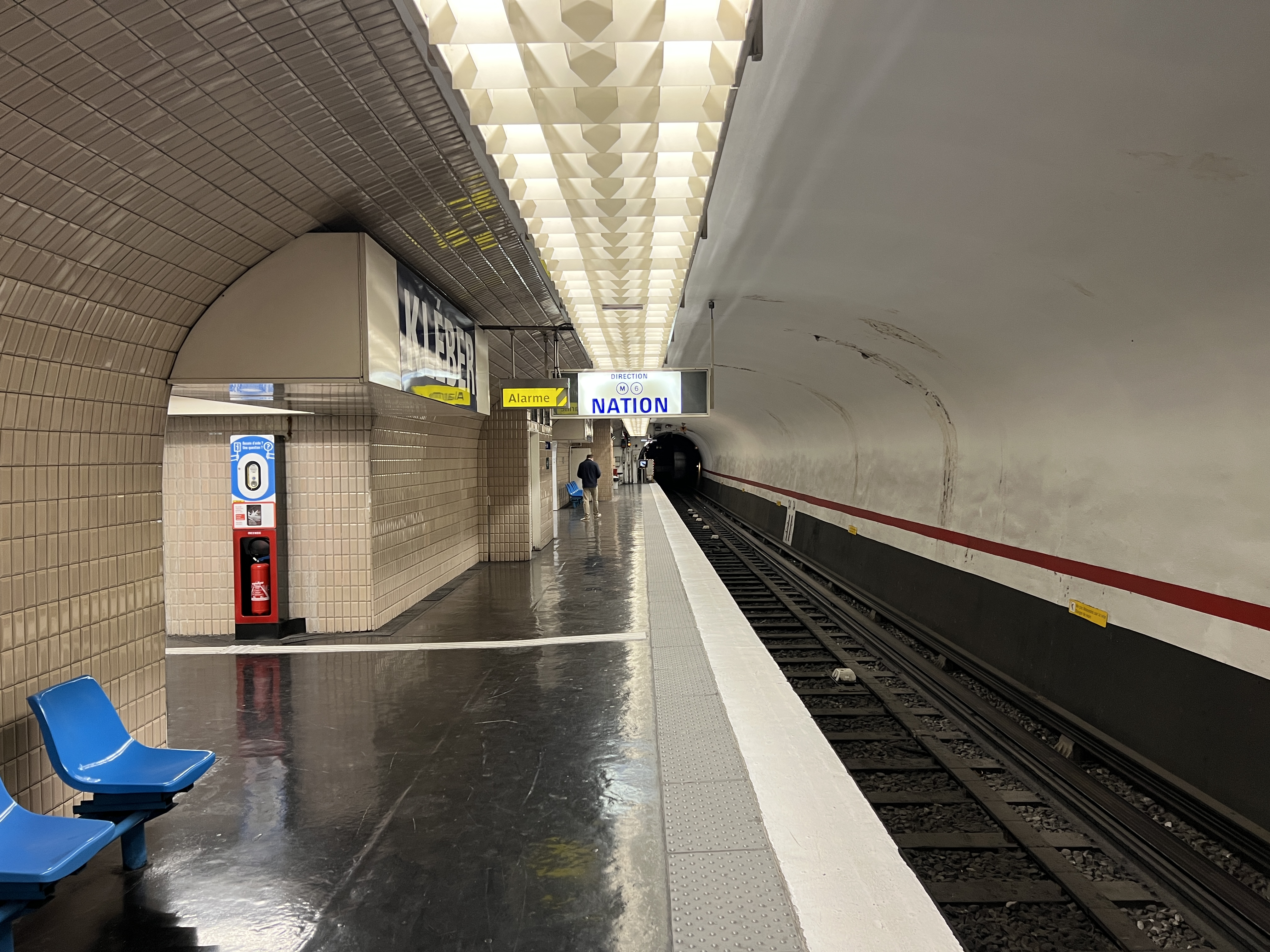
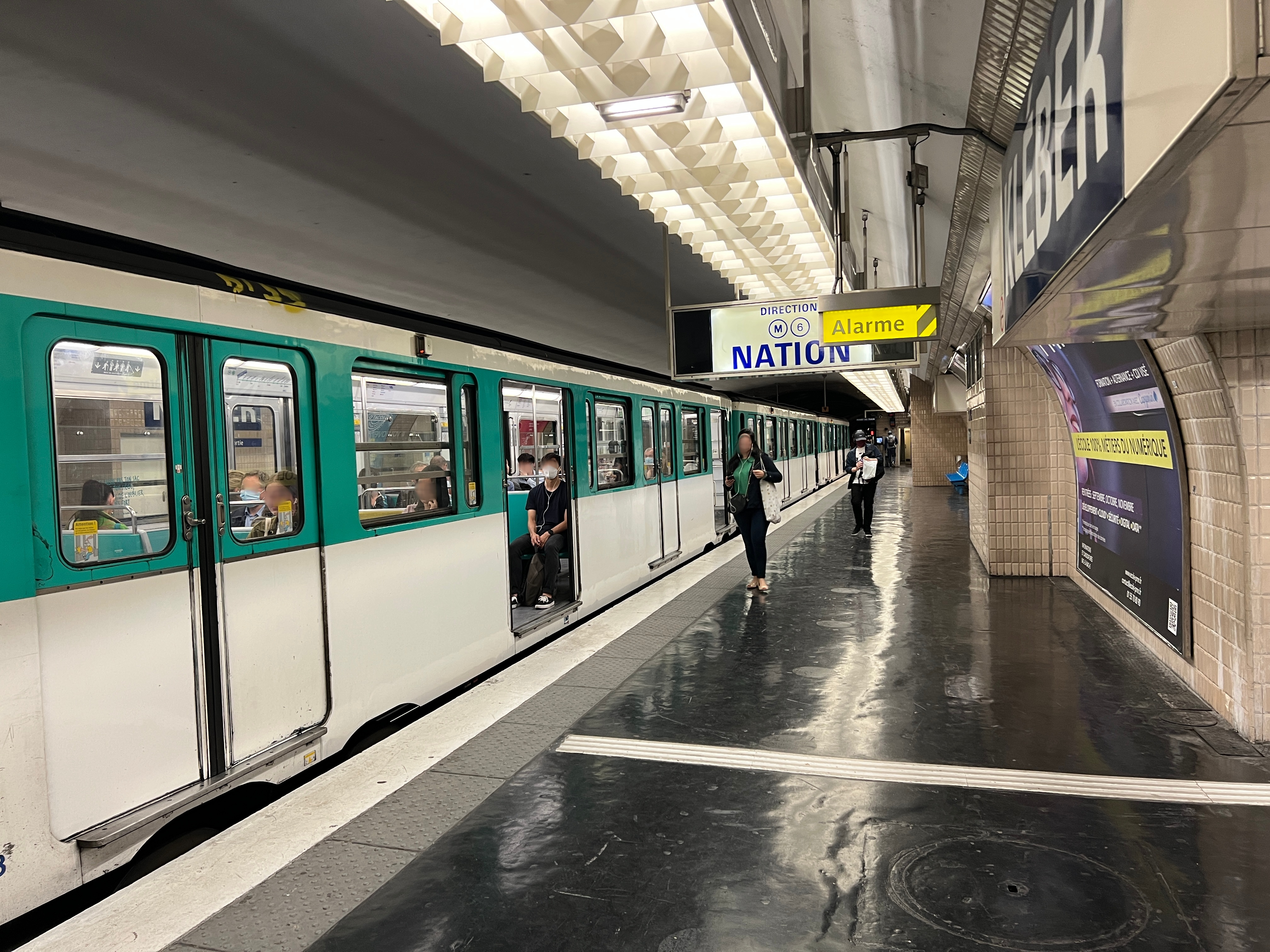
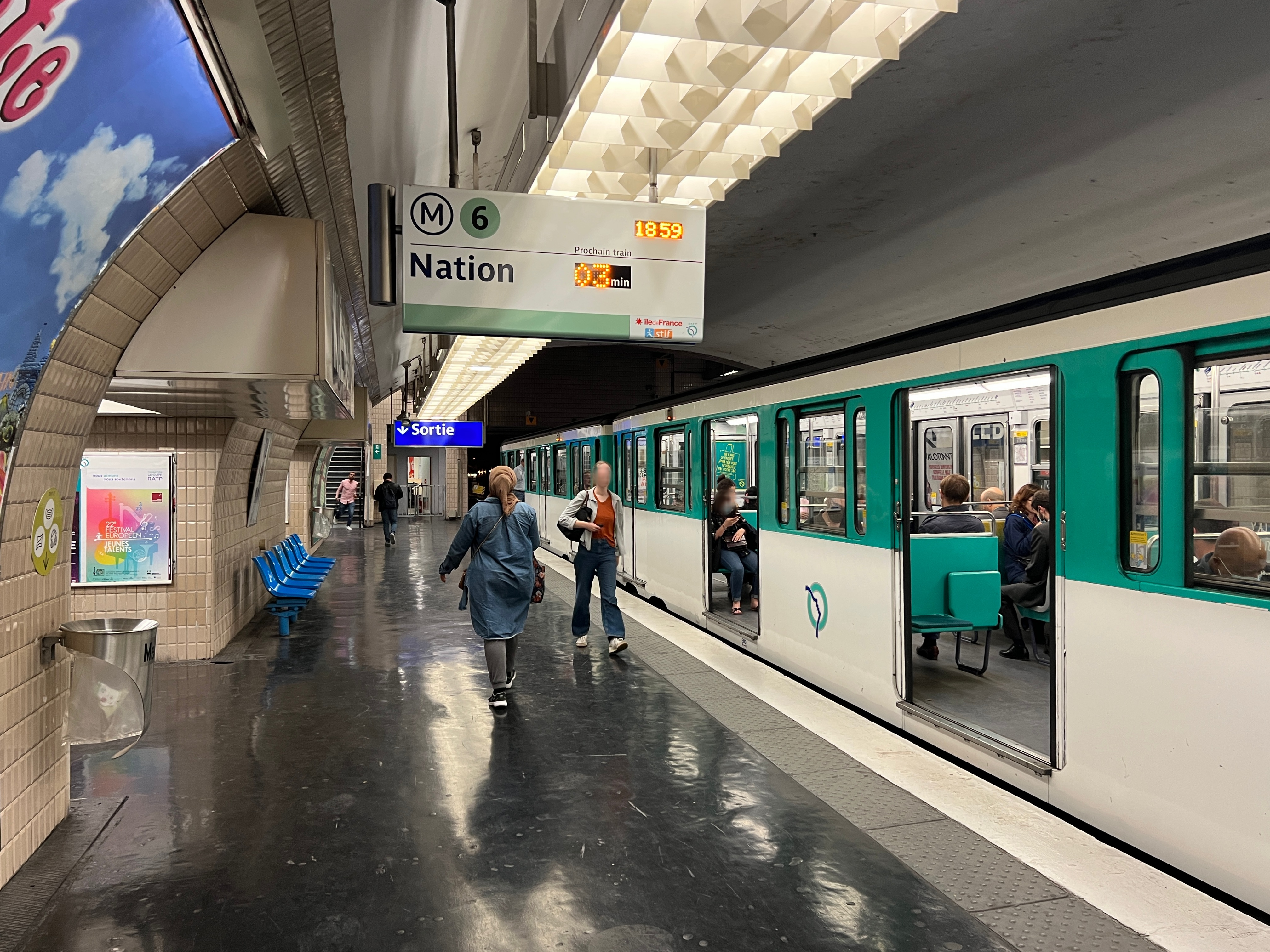